# Benson & Hedges World Series Cup 1979/80
Die Benson & Hedges World Series Cup 1979/80 war ein Drei-Nationen-Turnier, das vom 27. November 1979 bis zum 22. Januar 1980 in Australien im ODI-Cricket ausgetragen wurde. Bei dem zur internationalen Cricket-Saison 1979/80 gehörenden Turnier nahmen neben dem Gastgeber die Mannschaften aus England und den West Indies teil. Die West Indies gewannen die Finalserie gegen England mit 2–0.

## Vorgeschichte
Australien und England spielten parallel eine Test-Serie gegeneinander, für die West Indies war es die erste Tour der Saison. Nachdem Kerry Packer mit der World Series Cricket den australischen Verband in finanzielle Schwierigkeiten gebracht hatte, wurde diese neue Form von Turnieren eingeführt. Packer erhielt dafür für seinen TV-Kanal die Übertragungsrechte und viele Innovationen der WSC wurden übernommen, soweit die Gegner jeweils zustimmten. In den folgenden Jahren fanden diese Drei-Nationen-Turniere mit wechselnden Gegnern statt.

## Format
In einer Vorrunde spielte jede Mannschaft gegen jede vier Mal. Für einen Sieg gibt es zwei, für ein Unentschieden oder No Result 1 Punkt. Die beiden besten Mannschaften spielten in einer Final-Serie über maximal drei Spiele den Sieger des Turniers aus.

## Stadien
Die folgenden Stadien wurden für das Turnier ausgewählt.
| Stadion                  | Stadt     | Kapazität | Spiele                                        |
| ------------------------ | --------- | --------- | --------------------------------------------- |
| Adelaide Oval            | Adelaide  | 53.583    | 11. Spiel;                                    |
| The Gabba                | Brisbane  | 42.000    | 7. Spiel                                      |
| Melbourne Cricket Ground | Melbourne | 100.024   | 3., 4., 9. Spiel; 1. Finale                   |
| Sydney Cricket Ground    | Sydney    | 48.000    | 1., 2., 5., 6., 8., 10., 12. Spiel; 2. Finale |

## Kaderlisten
Die Teams benannten die folgenden Kader.
| ODI | ODI | ODI | ODI |
| Australien | England | West Indies |     |
| --- | --- | --- | --- |
| - Greg Chappell (K) - Allan Border - Ray Bright - Ian Chappell - Rick Darling - Geoff Dymock - Rodney Hogg - David Hookes - Kim Hughes - Bruce Laird - Trevor Laughlin - Dennis Lillee - Rod Marsh (wk) - Rick McCosker - Len Pascoe - Jeff Thomson - Max Walker - Doug Walters - Dav Whatmore - Julien Wiener - Graham Yallop | - Mike Brearley (K) - David Bairstow (wk) - Ian Botham - Geoff Boycott - Graham Dilley - John Emburey - Graham Gooch - David Gower - John Lever - Wayne Larkins - Geoff Miller - Derek Randall - Graham Stevenson - Derek Underwood - Peter Willey - Bob Willis | - Clive Lloyd (K) - Deryck Murrey (VK & wk) - Viv Richards - Ray Bright - Colin Croft - Joel Garner - Larry Gomes - Gordon Greenidge - Desmond Haynes - Michael Holding - Alvin Kallicharran - Collis King - David Murrey (wk) - Derick Parry - Viv Richards - Andy Roberts - Lawrence Rowe |     |

## Spiele

### Vorrunde
Tabelle
| Teams       | Sp. | S | N | U | R | NR | Punkte |
| ----------- | --- | - | - | - | - | -- | ------ |
| England     | 8   | 5 | 2 | 0 | 0 | 1  | 11     |
| West Indies | 8   | 3 | 4 | 0 | 0 | 1  | 7      |
| Australien  | 8   | 3 | 5 | 0 | 0 | 0  | 6      |

Sieg: 2 Punkte; Remis: 1 Punkte
Spiele
| 27. November Scorecard | Sydney | West Indies 193 (49.3)           | – | Australien 196-5 (47.1) |
|                        |        | Australien gewinnt mit 5 Wickets |   |                         |

Australien gewann den Münzwurf und entschied sich als Feldmannschaft zu beginnen. Als Spieler des Spiels wurde Greg Chappell ausgezeichnet.
| 28. November Scorecard | Sydney | England 211-8 (50)         | – | West Indies 196 (47) |
|                        |        | England gewinnt mit 2 Runs |   |                      |

Die West Indies gewannen den Münzwurf und entschieden sich als Feldmannschaft zu beginnen. Beim entscheidenden letzten Ball benötigte Colin Croft für die West Indies drei Runs. Daraufhin orderte Kapitän Mike Brearley alle Feldspieler, inklusive des Wicket-Keepers David Bairstow, an die Außenlinie, um ein Boundary zu verhindern. Ian Botham bowlte daraufhin Croft aus und England gewann. Als Konsequenz wurden in der Saison darauf die Feldspielerbegrenzungen und der 30 yard Kreis in Eintagesspielen eingeführt. Als Spieler des Spiels wurde Peter Willey ausgezeichnet.
| 8. Dezember Scorecard | Melbourne | Australien 207-9 (50)         | – | England 209-7 (49) |
|                       |           | England gewinnt mit 3 Wickets |   |                    |

England gewann den Münzwurf und entschied sich als Feldmannschaft zu beginnen. Als Spieler des Spiels wurde Greg Chappell ausgezeichnet.
| 9. Dezember Scorecard | Melbourne | West Indies 271-2 (48/48)       | – | Australien 191-8 (48/48) |
|                       |           | West Indies gewinnt mit 80 Runs |   |                          |

Australien gewann den Münzwurf und entschied sich als Feldmannschaft zu beginnen. Als Spieler des Spiels wurde Viv Richards ausgezeichnet.
| 11. Dezember Scorecard | Sydney | England 264-7 (49/49)       | – | Australien 192 (47.2/49) |
|                        |        | England gewinnt mit 72 Runs |   |                          |

England gewann den Münzwurf und entschied sich als Schlagmannschaft zu beginnen. Als Spieler des Spiels wurde Geoff Boycott ausgezeichnet.
| 21. Dezember Scorecard | Sydney | Australien 176-6 (50)         | – | West Indies 169 (42.5) |
|                        |        | Australien gewinnt mit 7 Runs |   |                        |

Die West Indies gewannen den Münzwurf und entschieden sich als Feldmannschaft zu beginnen. Als Spieler des Spiels wurde Ian Chappell ausgezeichnet.
| 23. Dezember Scorecard | Brisbane | England 217-8 (50)                | – | West Indies 218-1 (46.5) |
|                        |          | West Indies gewinnt mit 9 Wickets |   |                          |

Die West Indies gewann den Münzwurf und entschied sich als Feldmannschaft zu beginnen. Als Spieler des Spiels wurde Gordon Greenidge ausgezeichnet.
| 26. Dezember Scorecard | Sydney | Australien 194-6 (47)         | – | England 195-6 (45.1) |
|                        |        | England gewinnt mit 4 Wickets |   |                      |

England gewann den Münzwurf und entschied sich als Schlagmannschaft zu beginnen. Als Spieler des Spiels wurde Geoff Boycott ausgezeichnet.
| 12. Januar Scorecard | Melbourne | England  | – | West Indies |
|                      |           | Abgesagt |   |             |

Spiel wurde auf Grund von Regenfällen abgesagt.
| 14. Januar Scorecard | Sydney | Australien 163 (48.4)         | – | England 164-8 (48.5) |
|                      |        | England gewinnt mit 2 Wickets |   |                      |

England gewann den Münzwurf und entschied sich als Feldmannschaft zu beginnen. Als Spieler des Spiels wurde Dennis Lillee ausgezeichnet.
| 16. Januar Scorecard | Adelaide | West Indies 246-5 (50)           | – | England 139 (42.5) |
|                      |          | West Indies gewinnt mit 107 Runs |   |                    |

England gewann den Münzwurf und entschied sich als Feldmannschaft zu beginnen. Als Spieler des Spiels wurde Andy Roberts ausgezeichnet.
| 18. Januar Scorecard | Sydney | Australien 190 (48.3)         | – | West Indies 181 (49.1) |
|                      |        | Australien gewinnt mit 9 Runs |   |                        |

Australien gewann den Münzwurf und entschied sich als Schlagmannschaft zu beginnen. Als Spieler des Spiels wurde Rick McCosker ausgezeichnet.

### Finalserie
| 20. Januar Scorecard | Melbourne | West Indies 215-8 (50)         | – | England 213-7 (50) |
|                      |           | West Indies gewinnt mit 2 Runs |   |                    |

England gewann den Münzwurf und entschied sich als Feldmannschaft zu beginnen.
| 22. Januar Scorecard | Sydney | England 208-8 (50)                | – | West Indies 209-2 (47.3) |
|                      |        | West Indies gewinnt mit 8 Wickets |   |                          |

England gewann den Münzwurf und entschied sich als Schlagmannschaft zu beginnen. Als Spieler des Spiels wurde Gordon Greenidge ausgezeichnet.

## Statistiken
Die folgenden Cricketstatistiken wurden bei dieser Tour erzielt.
| Tests           | Tests       | Tests   | Tests   | Tests   | Tests   | Tests   | Tests   | Tests   |
| Batting         | Batting     | Batting | Batting | Batting | Batting | Batting | Batting | Batting |
| Spieler         | Mannschaft  | Spiele  | Innings | Runs    | Average | HS      | 100s    | 50s     |
| --------------- | ----------- | ------- | ------- | ------- | ------- | ------- | ------- | ------- |
| Viv Richards    | West Indies | 7       | 7       | 485     | 97,00   | 153*    | 1       | 4       |
| Geoff Boycott   | England     | 6       | 6       | 425     | 69,10   | 105     | 1       | 4       |
| Greenidge       | West Indies | 8       | 8       | 404     | 64,02   | 98*     | 0       | 4       |
| Greg Chappell   | Australien  | 8       | 8       | 309     | 66,30   | 92      | 0       | 3       |
| Peter Willey    | England     | 9       | 9       | 303     | 66,74   | 64      | 0       | 4       |
| Bowling         |             |         |         |         |         |         |         |         |
| Spieler         | Mannschaft  | Spiele  | Overs   | Wickets | Average | BBI     | 5W      | 10W     |
| Dennis Lillee   | Australien  | 8       | 74.5    | 20      | 12,70   | 4/12    | 0       | 0       |
| Andy Roberts    | West Indies | 9       | 86.0    | 19      | 14,73   | 5/22    | 1       | 0       |
| Len Pascoe      | Australien  | 5       | 49.3    | 12      | 13,91   | 4/29    | 0       | 0       |
| Ian Botham      | England     | 9       | 82.0    | 12      | 24,16   | 3/33    | 0       | 0       |
| Michael Holding | West Indies | 9       | 83.4    | 12      | 24,25   | 4/17    | 0       | 0       |